# 女学生探偵物語
『女学生探偵物語』（じょがくせいたんていものがたり）は、2016年10月26日にNBCユニバーサル・エンターテイメントジャパンから発売された、てにをはの3作目のアルバム。

## 概要
てにをはがニコニコ動画に投稿したVOCALOID（ボカロ）を使用した楽曲のうち、女学生探偵シリーズを中心に制作されたアルバム『女学生探偵ロック』に続くシリーズ2作目のアルバム。
前作に引き続き、主に初音ミクが歌唱するボカロ曲のほか、声優が演じるドラマ・トラックがあり、主人公の花本ひばりが推理作家・久堂蓮真とともに難事件に挑む女学生探偵の世界観をより感じられる物語性のある作品である。ジャケット（初回限定盤はスリーブ仕様）のイラストは紅木春が手掛けている。

## 収録曲
| 全作詞・作曲・編曲: てにをは。 |                                        |          |            |       |
| #                              | タイトル                               | 作詞     | 作曲・編曲 | 時間  |
| 1.                             | 「展翅天使」                           | てにをは | てにをは   | 01:49 |
| 2.                             | 「ナゾトキ処方箋」                     | てにをは | てにをは   | 03:55 |
| 3.                             | 「名探偵連続殺人事件」                 | てにをは | てにをは   | 04:27 |
| 4.                             | 「二十面体エレキテル曼荼羅」           | てにをは | てにをは   | 04:35 |
| 5.                             | 「倫敦塔吸血事件」                     | てにをは | てにをは   | 04:24 |
| 6.                             | 「肩甲骨を羽にして」                   | てにをは | てにをは   | 04:14 |
| 7.                             | 「せんせ」                             | てにをは | てにをは   | 03:49 |
| 8.                             | 「蓮舟羽休め」(ドラマパート)           | てにをは | てにをは   | 05:06 |
| 9.                             | 「桜花蕭々」                           | てにをは | てにをは   | 04:40 |
| 10.                            | 「猫屋敷心中事件」                     | てにをは | てにをは   | 04:25 |
| 11.                            | 「恋の落人」                           | てにをは | てにをは   | 03:02 |
| 12.                            | 「大嘘鳥プレリウド」(ドラマパート)     | てにをは | てにをは   | 01:47 |
| 13.                            | 「うしろめたフィクション」             | てにをは | てにをは   | 03:51 |
| 14.                            | 「言の葉大誘拐事件」                   | てにをは | てにをは   | 04:07 |
| 15.                            | 「女学生探偵モノガタリ」(ドラマパート) | てにをは | てにをは   | 05:21 |
| 16.                            | 「あたしの最高の嘘つき」               | てにをは | てにをは   | 04:52 |
| 合計時間:                      | 合計時間:                              | 64:24    |            |       |

## 収録内容
展翅天使
インストゥルメンタル。
ナゾトキ処方箋
謎を病に、謎解きを薬に、医者を先生に見立てて、女学生・ひばりが作家・久堂蓮真（先生）の助けを得ながら謎に挑む様子が歌われている。
名探偵連続殺人事件
日本や海外の推理小説に登場する探偵の名前や場所の名前をもじった歌詞が特徴的な楽曲。てにをはが手掛ける楽曲の特徴である韻を踏んだ表現の多用、歌詞の言葉遊びが特に見受けられる。
二十面体エレキテル曼荼羅
東京を舞台にひばりが事件解決に駆け回る様子が表現されている。電子的なビートが効いたメロディや間奏に入るラップが特徴的である。
倫敦塔吸血事件
吸血鬼の令嬢について歌ったロック調の楽曲である。
肩甲骨を羽にして
兄さまとリリーの物語を歌った楽曲。間奏にナレーションが入っており、物語性を高めている。
せんせ
ひばりと先生の日常をひばりの視点から表現している。オノマトペが多用されている。
蓮舟羽休め
てにをは書き下ろしの脚本により、ひばりを石原夏織が、先生を井上和彦が演じるドラマが収録されている。
桜花蕭々
ひばりに対する先生の心情を歌った楽曲である。
猫屋敷心中事件
依頼を受けて事件解決に乗り出す先生とひばりの様子を表現した楽曲である。
恋の落人
エノコログサにじゃれつく猫のように、揺れ動くひばりの恋心をカントリー・ミュージック調のメロディに乗せた楽曲である。
大嘘鳥プレリウド
ドラマパートその2。
うしろめたフィクション
宿敵の怪盗大鴉と対峙するひばりの様子が描かれている。
言の葉大誘拐事件
民謡調のメロディとロック調のメロディが特徴。歌詞に脚韻を踏んだ表現が多用されたり、実在した小説家の名前を使った言葉遊びが行われていたりとてにをはの作風がよく現われている。
女学生探偵モノガタリ
ドラマパートその3。
あたしの最高の嘘つき
ひばりの先生に対する想いを歌いながら2人が帰路につく様子を描く、物語を締めくくる楽曲である。

### 特典
音楽CD
アニメイトで購入した場合、未発表楽曲「銀幕学園殺人事件」、「ハッピーエンドに君がいない」の2曲が収録された特典CDが付いてくる。
ドラマCD
初回限定盤には女学生探偵シリーズのボイス・ドラマ「横濱遊廓迷楼事件」を収録した特典CDが付属している。声の出演は、花本ひばり（CV.石原夏織）、久堂蓮真（CV.井上和彦）、怪盗大鴉（CV.松岡禎丞）。前作に収録されていた同名の楽曲の関連作品である。

## 映像作品
初回限定盤には女学生探偵シリーズのミュージック・ビデオ3本、告知動画1本を収録したDVDが特典として付いている。イラストは紅木春、動画は七星が手掛けている。ただし、「うしろめたフィクション」はイラスト、動画ともにりゅうせーによるもの。
1. 名探偵連続殺人事件 - ニコニコ動画
2. せんせ - ニコニコ動画
3. うしろめたフィクション - ニコニコ動画
4. ［特報］女学生探偵の帰還 - ニコニコ動画

## 関連作品
コンピレーション・アルバム
- 横濱遊廓迷楼事件（GUMI歌唱。アルバム「EXIT TUNES PRESENTS GUMitia from Megpoid」）